# Xantharia
Xantharia is een geslacht van spinnen uit de  familie van de Miturgidae (spoorspinnen).

## Soorten
- Xantharia floreni Deeleman-Reinhold, 2001
- Xantharia murphyi Deeleman-Reinhold, 2001